# Chomo Lonzo
Chomo Lonzo (en xinès 珠穆隆索峰 ; en pinyin Zhūmùlóngsuǒ Fēng) és una muntanya del Tibet, que s'alça 5 km al nord-est del Makalu, a la serralada Mahalungur, una serralada secundària de l'Himàlaia, a la regió del Khumbu. Altres maneres d'anomenar aquest cim són: Chomolonzo, Chomolönzo, Chomo Lönzo, Jomolönzo i Lhamalangcho.
El Chomo Lonzo té tres cims diferents. El cim sud, amb 7.804 msnm, n'és el cim principal. Aquest cim es troba unit per una collada a uns 7.250m amb el pic Central (7.565 m), que alhora està unit per un altre coll a uns 7.050 m amb el cim Nord, d'uns 7.200 msnsm.
Mentre des del Nepal la muntanya queda eclipsada pel veí Makalu, cinquè cim més alt del món, els tres cims dominen la vall de Kangshung, al Tibet. Els 3.000 metres de desnivell de la cara nord-est són un repte en l'escalada encara no aconseguit.
Les precipitacions que cauen als seus vessants són drenades cap al riu Kosi, un afluent del riu Ganges.

## Ascensions
Els escaladors francesos Jean Couzy i Lionel Terray foren els primers en coronar el cim principal el 30 d'octubre de 1954, a través de la suau pendent de l'aresta sud-oest que neix a uns 7.200 m, al Sakietang La que separa el Chomo Lonzo del Makalu. Van fer aquest cim dins els plans de reconeixement i preparació de l'expedició que els havia de dur a conquerir el Makalu l'any següent. La segona ascensió hagué d'esperar gairebé 40 anys, ja que no fou fins a 1993 quan una cordada japonesa, a través de la cara nord-oest per després anar a trobar l'aresta sud-est, van fer cim. La tercera ascensió del cim principal va tenir lloc el 1994, novament per la cara sud-oest.
Els cims Central i Nord, de menor alçada, van rebre poca atenció entre els escaladors i es van mantenir verges fins al 2005, quan una expedició francesa els aconseguí ambdós.